# ديك جونستون
ديك جونستون (بالإنجليزية: Dick Johnston)‏ هو لاعب كرة قاعدة أمريكي، ولد في 6 أبريل 1863 في كينغستون في الولايات المتحدة، وتوفي في 4 أبريل 1934 في ديترويت في الولايات المتحدة.

## وصلات خارجية
- ديك جونستون على موقع دوري كرة القاعدة الرئيسي (الإنجليزية)
- ديك جونستون على موقعبيزبول رفرنس.كوم (الدوري الرئيسي) (الإنجليزية)
- ديك جونستون على موقعبيزبول رفرنس.كوم (الدوري الثانوي) (الإنجليزية)
- ديك جونستون على موقع مشجعي الرسوم البيانية (الإنجليزية)